# Bernhard von Sachsen-Lauenburg
Bernhard von Sachsen-Lauenburg († im Dezember 1523) war Dompropst in Köln und Münster.

## Leben
Bernhard von Sachsen-Lauenburg war Sohn des Herzogs Johann V. von Sachsen-Lauenburg und der Dorothea Markgräfin von Brandenburg, einer Tochter Friedrichs II. Sein Bruder war der Münsteraner Bischof Erich von Sachsen-Lauenburg.
Er wurde am 18. Mai 1486 durch den Kölner Domscholaster Salentin von Isenburg für eine Kölner Dompräbende benannt. Er war seit 1503 Domkapitular. Von 1511 bis 1523 war er dort Dompropst.
Nach dem Tod von Philipp von Hoerde wurde er 1510 auch Dompropst in Münster. Offenbar war er auch Rektor der Pfarrkirche in Senden. Er lebte wegen der Residenzpflicht überwiegend in Köln.